# جونگ جون هو
جونگ جون هو (کره‌ای: 정준호؛ زادهٔ ۱ اکتبر ۱۹۷۰) بازیگر اهل کره جنوبی است. او در ابتدا به خاطر ایفای نقش در مجموعه تلویزیونی زنی شبیه تو (۲۰۰۰) به شهرت رسید. او به خاطر ایفای نقش در فیلم‌های رئیس من، معلم من (۲۰۰۵)، عملیات کرومیت (۲۰۱۶) و مجموعه‌های تلویزیونی آیریس (۲۰۰۹)، افسانه اوک‌نیو (۲۰۱۶) و قلعه آسمان (۲۰۱۸–۲۰۱۹) شناخته می‌شود.